# Alberto Celli
Alberto Celli est un footballeur saint-marinais né le 24 juin 1985. Il évolue au poste de milieu de terrain. 
Il compte 1 sélection en équipe de Saint-Marin. 
À 22 ans, le SP Domagnano est déjà son cinquième club en seniors, dont une saison avec Del Conca, club d'Excellenze, soit la sixième division au niveau national italien.

## Carrière
- 2007-2008 : SP Domagnano
- 2006-2007 : Sant'Ermete
- 2005-2006 : Viserba
- 2004-2005 : Pietracuta
- 2003-2004 : Del Conca
- 2002-2003 : San Marino AC - juniors